# Jung Seung-hyun
Đây là một tên người Triều Tiên, họ là Jeong.
Jung Seung-hyun (tiếng Hàn: 정승현; Hán-Việt: Trịnh Thành Hiền; sinh ngày 3 tháng 4 năm 1994) là một cầu thủ bóng đá người Hàn Quốc thi đấu ở vị trí hậu vệ cho Ulsan Hyundai ở K League 1.

## Sự nghiệp
Jung gia nhập Ulsan Hyundai trước khi K League 2015 1 khởi tranh. Anh ra mắt ở trận đấu tại giải vô địch trước Incheon United vào ngày 19 tháng 4.

## Sự nghiệp quốc tế
Vào tháng 5 năm 2018 anh có tên trong đội hình sơ loại 28 người của Hàn Quốc tham dự Giải vô địch bóng đá thế giới 2018 ở Nga.

### Bàn thắng quốc tế
Bàn thắng và kết quả của Hàn Quốc được để trước.
| # | Ngày                 | Địa điểm                                                      | Đối thủ    | Bàn thắng | Kết quả | Giải đấu                      |
| - | -------------------- | ------------------------------------------------------------- | ---------- | --------- | ------- | ----------------------------- |
| 1 | 21 tháng 11 năm 2023 | Trung tâm thể thao Đại học Thâm Quyến, Thâm Quyến, Trung Quốc | Trung Quốc | 3–0       | 3–0     | Vòng loại FIFA World Cup 2026 |

## Danh hiệu

### Quốc tế
Hàn Quốc
- Cúp bóng đá Đông Á (1): 2017